# Post Office Protocol
Pour les articles homonymes, voir POP.
En informatique, le POP (Post Office Protocol, littéralement « protocole de bureau de poste »), est un protocole qui permet de récupérer les courriers électroniques situés sur un serveur de messagerie électronique. En dehors d'un paramétrage spécifique, POP se connecte au serveur de messagerie, s'authentifie, récupère le courrier, « peut » effacer le courrier sur le serveur, et se déconnecte.
Il est important de savoir, que tout comme IMAP, l'autre protocole de relève de mails, POP permet tout à fait de lire ses courriers électroniques depuis différents appareils, (ordinateurs, smartphones, messagerie web). Il suffit de paramétrer les clients de messagerie pour qu'ils ne suppriment pas les messages après chaque relève.
Ce protocole a été réalisé en plusieurs versions; respectivement POP1, POP2 et actuellement POP3.
Cette opération transite sur un réseau TCP/IP et utilise le protocole de transfert TCP via le port 110. Ce protocole est défini par la RFC 1939.
POP3S (POP3 over SSL), ou POPS) permet de chiffrer la communication avec le serveur au moyen de TLS. Ce protocole est défini par la RFC 2595. Selon cette dernière, l'usage d'un port spécifique pour ces communications chiffrées (initialement TCP 995 avec le chiffrement SSL) est maintenant déconseillé.
L'opération inverse, c'est-à-dire la remise de courrier à un serveur afin qu'il soit distribué, s'effectue généralement avec un autre protocole : SMTP.

## Commandes
Pour récupérer les courriers électroniques, on peut :
- soit utiliser un client de messagerie, qui le fait automatiquement et qui cache les commandes ;
- soit directement utiliser les commandes POP3 de manière interactive.

Voici un exemple de connexion du protocole POP3 sur un interpréteur de commandes :
Tout d'abord, il faut se connecter au serveur :
- telnet nom_du_serveur 110
- exemple : telnet mail.altern.org 110

Ensuite, il faut s'identifier et s'authentifier :
- USER nom_de_votre_compte (généralement, ce qui se trouve avant le « @ » de l'adresse électronique, quelquefois l'adresse entière)
- PASS mot_de_passe (le mot de passe pour accéder à la boîte de courrier)

Puis, il est possible d'utiliser l'une des commandes POP3 listées ci-dessous.

### Commandes principales
- DELE numéro_du_message : efface le message spécifié ;
- LIST : donne une liste des messages ainsi que la taille de chaque message : un numéro suivi de la taille en octets ;
- RETR numéro_du_message : récupère le message indiqué ;
- STAT : indique le nombre de messages et la taille occupée par l'ensemble des messages ;
- TOP numéro_du_message nombre_de_lignes : affiche les premières lignes du message.

### Autres commandes POP3
- APOP : permet une authentification sécurisée (le mot de passe ne transite pas en clair) ;
- NOOP : ne rien faire, utile pour ne pas perdre la connexion et éviter un « délai d'attente dépassé » ;
- QUIT : quitter la session en cours ;
- RSET : réinitialise complètement la session ;
- UIDL : affiche (pour un seul ou pour tous les messages) un identifiant unique qui ne varie pas entre chaque session ;
- CAPA : affiche les informations du serveur.

## Exemple de dialogue
Dans cet exemple, le support par le serveur de la commande APOP est annoncé par la chaîne <1896.697170952@dbc.mtview.ca.us> et 682949bee6805d9b611b82395e342cad est l'empreinte MD5 de la chaîne <1896.697170952@dbc.mtview.ca.us>mrosepass :
```
S: <en attente de la connexion TCP sur le port 110>

C: <ouverture de la connexion>

S:    +OK POP3 
server ready
 <1896.697170952@dbc.mtview.ca.us>

C:    APOP mrose 682949bee6805d9b611b82395e342cad

S:    +OK 
mrose's maildrop has 2 messages
 (320 octets)

C:    STAT

S:    +OK 2 320

C:    LIST

S:    +OK 2 messages (320 octets)

S:    1 120

S:    2 200

S:    .

C:    RETR 1

S:    +OK 120 octets

S:    <le serveur POP3 envoie le message 1>

S:    .

C:    DELE 1

S:    +OK 
message 1 deleted

C:    RETR 2

S:    +OK 200 octets

S:    <le serveur POP3 envoie le message 2>

S:    .

C:    DELE 2

S:    +OK 
message 2 deleted

C:    QUIT

S:    +OK 
dewey POP3 server signing off (maildrop empty)

C: <fermeture de la connexion>

S: <en attente de la prochaine connexion>
```

Certains anciens serveurs POP3 sans APOP acceptent un login USER et PASS en clair :
```
C:    USER mrose

S:    +OK 
User accepted

C:    PASS mrosepass

S:    +OK Pass 
accepted
```

Sur certains serveurs, la commande DELE renvoie Marked for Deletion, et le message n'est réellement supprimé que par la commande QUIT, ce qui permet de se raviser.